# Paul van Kemenade

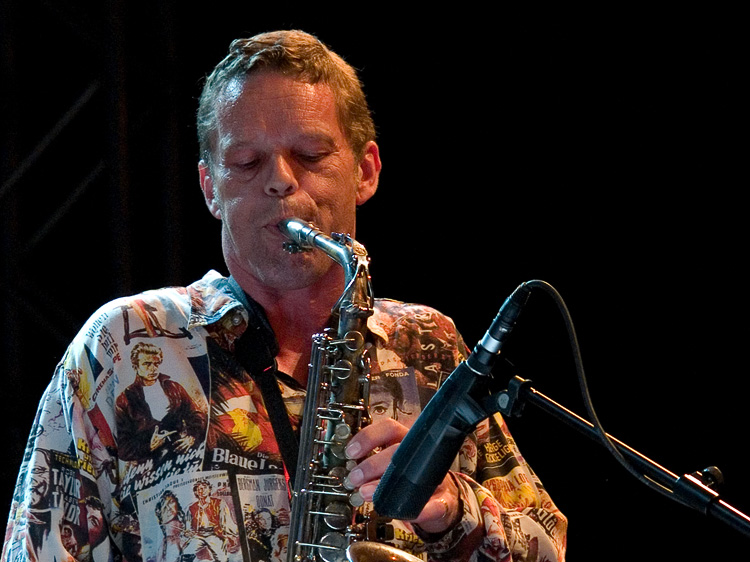
Paul van Kemenade, Moers Festival 2008

Paul van Kemenade (* 17. Mai 1957 in Rotterdam) ist ein niederländischer Saxophonist und Bandleader des Modern Creative Jazz.

## Leben und Wirken

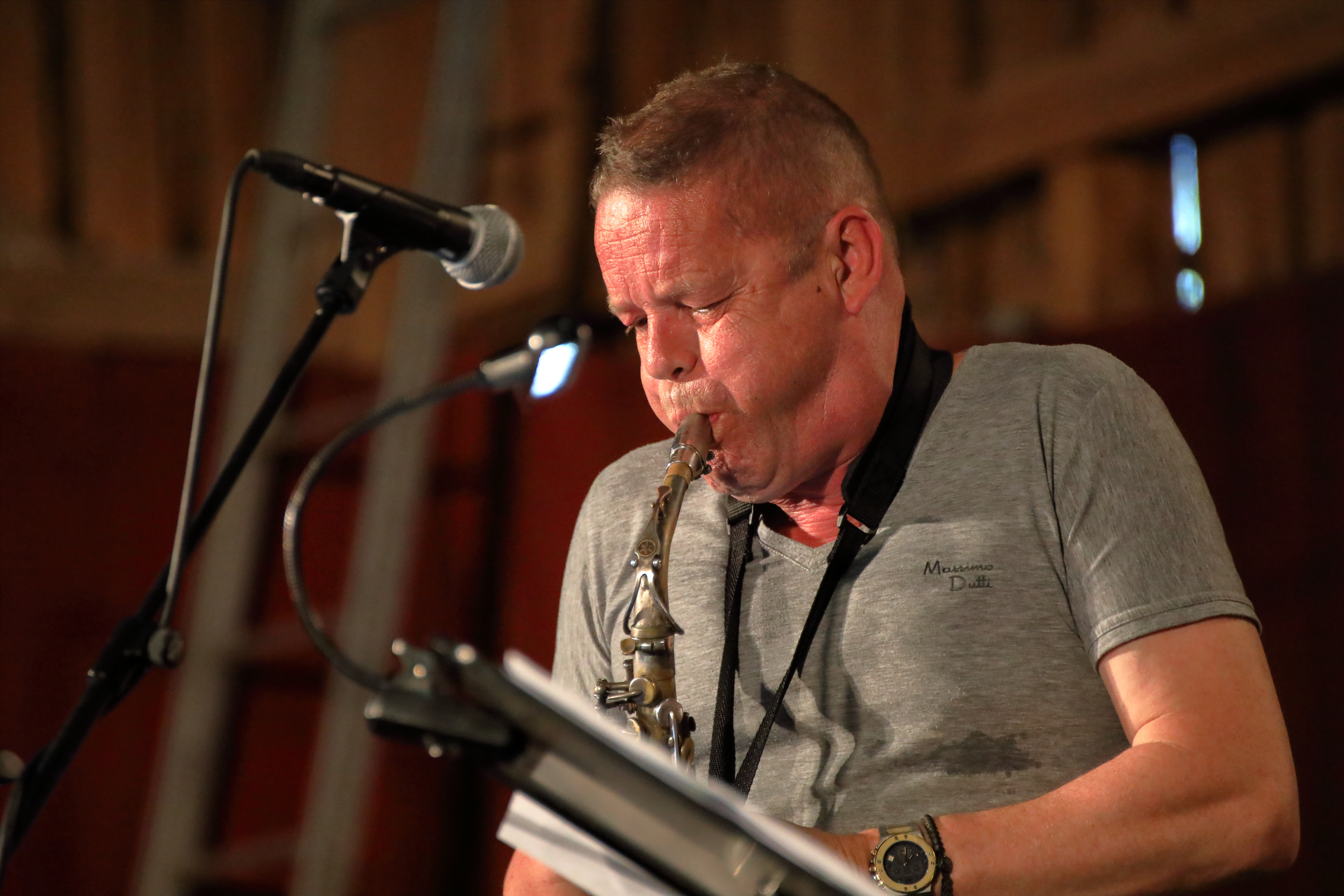
INNtöne Jazzfestival 2019

Paul van Kemenade begann mit 13 Jahren Saxophon zu spielen. Er studierte am Konservatorium von Tilburg, wobei er nebenbei schon mit eigener Gruppe  spielte und zu komponieren anfing. 1982 gründete er das „Paul Kemenade kwintet“, mit dem er 1984 seine erste Plattenaufnahme „Call“ machte. Außer mit seinem Quintett spielt er auch viel als Sideman (etwa mit Alexander von Schlippenbach, Aki Takase, Pierre Courbois, Misha Mengelberg, Willem Breuker, Sean Bergin oder Louis Moholo), sowie in Projekten mit Musikern und Künstlern außerhalb des Jazz. Er ist der Begründer und Leiter des jährlichen Festivals „Stranger than Paranoia“ in Tilburg. Kemenade war Gründungsmitglied der Contraband.
Mit seinem Quintett spielt er meist eigene Kompositionen und improvisiert mit den verschiedensten Einflüssen von Jazz, klassischer Musik, Pop, spanischer Musik bis hin zu süd- und westafrikanischer Musik. Sie spielten auch schon mit Symphonieorchestern (wie dem Brabants Orchestra) und Blaskapellen („Harmonieorchester“). Ab 1998 spielten sie regelmäßig mit südafrikanischen Musikern wie Feya Faku, Louis Mhlanga, dem Tenorsaxophonisten Sidney Mnisi, Sonti Mndebele und Bheki Khoza, ab 2002 mit den Brüdern Guissé („Les Frères Guisseé“) aus dem Senegal (Album „Fouta“ 2003). Daneben spielte sein Quintett u. a. mit Philip Catherine, David Murray, Kenny Wheeler, Zim Ngqawana, dem belgischen Sänger David Linx und Gerd Dudek. Neben Europa tourten sie auch schon in Indonesien und Süd- und Westafrika (Senegal). Mitglieder des Quintetts waren 2007 neben Kemenade Pieter Bast (Schlagzeug), Rein Godefroy (Klavier), Louk Boudesteijn (Posaune), Wiro Mahieu (Bass). Im Podium Trio spielt er mit Jan Kuiper und Wolter Wierbos. Daneben trat er auch mit Wolter Wierbos gemeinsam mit dem Quartett von Eckard Koltermann auf, etwa auf dem Jazzfest Berlin 2010. 2018 tourte er mit Mariá Portugal.

## Diskografische Hinweise
- 2010: t.b.r. Lapstop, Paul van Kemenade in small settings
- 2010: t.b.r., Anderson - Bennink - Möbus - Glerum - Van Kemenade
- 2010: Contemplation, on Songs, Russian Chants, Miniatures,  Stevko Busch & Paul van Kemenade
- 2008: Two horns and a bass, Paul van Kemenade mit Ray Anderson, Han Bennink, Frank Möbus, Ernst Glerum, Eric Vloeimans, Michiel Braam, Harmen Fraanje
- 2007: No Way Station, mit Streichquartett, Michiel Braam, Stevko Busch, Rik Mol, Ferhan Otay
- 2006: Mexi Cosy, mit Feya Faku, Sydney Mnisi, Bheki Khoza, Sonti Mndebele, David Linx, Toon de Gouw
- 2003: Les Frères Guissé and the Paul van Kemenade Quintet plus : Fouta (Mundial Productions)
- 2001: A Night in Indonesia
- 2000: To Be Continued...
- 1999: Zvinoshamisa, mit Feya Faku, Louis Mhlanga und Sydney Mnisi (VIA Records)
- 1998: 25 jaar Jazz in Duketown
- 1996: live (except) Just for the occasion (HLM)
- 1995: The Dutch Jazz Connection
- 1994: Mo's Mood (HLMR)
- 1992: Podium Trio: Take one (Diskus), Trio Wierbos/van Kemenade/Kuiper
- 1990: Missacity
- 1986: Podium Trio: Live in Montreal (Traction Avant), Trio Wierbos/van Kemenade/Kuiper
- 1985: Paul van Kemenade 5: Hot Koko (Traction Avant)
- 1984: Call (Traction Avant)
- 1981: Duo van Rossum / van Kemenade (BV Haast)

## Auszeichnungen
1984 erhielt er den Podium Prijs der niederländischen Jazzstiftung. Im Jahr 2000 wurde er mit dem Boy-Edgar-Preis ausgezeichnet.